# Брунера — Тертона тема
«Те́ма Брунера — Терто́на» — тема в шаховій композиції. Суть теми — здвоєння двох білих однаково ходячих (однотипних) лінійних фігур, яке створюється таким чином: одна біла фігура робить по лінії критичний хід, потім інша фігура цього ж типу, або яка може ходити як і перша, стає на цю лінію, і наступним ходом робить вирішальний хід, але в зворотному напрямку від першої. 

## Історія

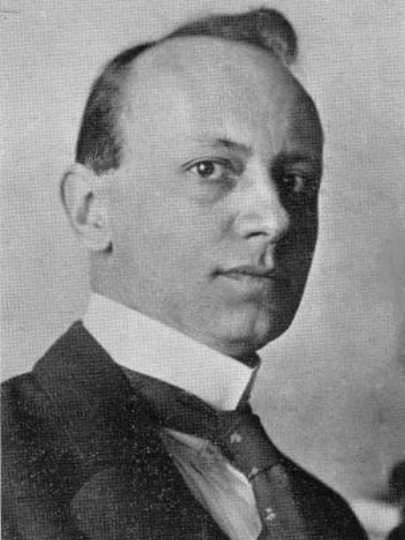
Еріх Брунер

Цю ідею запропонував у 1910 році швейцарський шаховий композитор Еріх Брунер (11.12.1885 —16.05.1938), він також був і німецьким шаховим композитором, оскільки спочатку жив у німецькому місті Плауен. Еріх Брунер зацікавився ідеєю здвоєння Тертона і знайшов інший підхід для його вираження.
В основі задуму є критичний хід білої тури, наступним ходом в гру вступає друга біла тура, яка стає на цю ж тематичну лінію на критичне поле, і наступним ходом рухається по цій лінії в протилежному напрямку від попереднього руху першої тури. Крім двох тур, тематичні пари можуть бути — «тура — ферзь» або «слон — ферзь» при умові, що ударна дія ферзя використовується лише по тематичній лінії.
Ідея дістала назву — тема Брунера — Тертона. Ця тема є споріднена з темою Тертона, з темою Лойда — Тертона, з темою Цеплера — Тертона.
|   | a | b | c | d | e | f | g | h |   |
| 8 | a8 білий кінь · c7 чорний пішак · f7 чорний пішак · a6 білий пішак · c6 чорний король · f6 білий пішак · g6 чорний пішак · a5 чорний пішак · c5 білий пішак · e5 білий король · g5 білий пішак · a4 білий пішак · c4 біла тура · c3 білий пішак · h3 білий слон · g1 біла тура | a8 білий кінь · c7 чорний пішак · f7 чорний пішак · a6 білий пішак · c6 чорний король · f6 білий пішак · g6 чорний пішак · a5 чорний пішак · c5 білий пішак · e5 білий король · g5 білий пішак · a4 білий пішак · c4 біла тура · c3 білий пішак · h3 білий слон · g1 біла тура | a8 білий кінь · c7 чорний пішак · f7 чорний пішак · a6 білий пішак · c6 чорний король · f6 білий пішак · g6 чорний пішак · a5 чорний пішак · c5 білий пішак · e5 білий король · g5 білий пішак · a4 білий пішак · c4 біла тура · c3 білий пішак · h3 білий слон · g1 біла тура | a8 білий кінь · c7 чорний пішак · f7 чорний пішак · a6 білий пішак · c6 чорний король · f6 білий пішак · g6 чорний пішак · a5 чорний пішак · c5 білий пішак · e5 білий король · g5 білий пішак · a4 білий пішак · c4 біла тура · c3 білий пішак · h3 білий слон · g1 біла тура | a8 білий кінь · c7 чорний пішак · f7 чорний пішак · a6 білий пішак · c6 чорний король · f6 білий пішак · g6 чорний пішак · a5 чорний пішак · c5 білий пішак · e5 білий король · g5 білий пішак · a4 білий пішак · c4 біла тура · c3 білий пішак · h3 білий слон · g1 біла тура | a8 білий кінь · c7 чорний пішак · f7 чорний пішак · a6 білий пішак · c6 чорний король · f6 білий пішак · g6 чорний пішак · a5 чорний пішак · c5 білий пішак · e5 білий король · g5 білий пішак · a4 білий пішак · c4 біла тура · c3 білий пішак · h3 білий слон · g1 біла тура | a8 білий кінь · c7 чорний пішак · f7 чорний пішак · a6 білий пішак · c6 чорний король · f6 білий пішак · g6 чорний пішак · a5 чорний пішак · c5 білий пішак · e5 білий король · g5 білий пішак · a4 білий пішак · c4 біла тура · c3 білий пішак · h3 білий слон · g1 біла тура | a8 білий кінь · c7 чорний пішак · f7 чорний пішак · a6 білий пішак · c6 чорний король · f6 білий пішак · g6 чорний пішак · a5 чорний пішак · c5 білий пішак · e5 білий король · g5 білий пішак · a4 білий пішак · c4 біла тура · c3 білий пішак · h3 білий слон · g1 біла тура | 8 |
| 7 | a8 білий кінь · c7 чорний пішак · f7 чорний пішак · a6 білий пішак · c6 чорний король · f6 білий пішак · g6 чорний пішак · a5 чорний пішак · c5 білий пішак · e5 білий король · g5 білий пішак · a4 білий пішак · c4 біла тура · c3 білий пішак · h3 білий слон · g1 біла тура | a8 білий кінь · c7 чорний пішак · f7 чорний пішак · a6 білий пішак · c6 чорний король · f6 білий пішак · g6 чорний пішак · a5 чорний пішак · c5 білий пішак · e5 білий король · g5 білий пішак · a4 білий пішак · c4 біла тура · c3 білий пішак · h3 білий слон · g1 біла тура | a8 білий кінь · c7 чорний пішак · f7 чорний пішак · a6 білий пішак · c6 чорний король · f6 білий пішак · g6 чорний пішак · a5 чорний пішак · c5 білий пішак · e5 білий король · g5 білий пішак · a4 білий пішак · c4 біла тура · c3 білий пішак · h3 білий слон · g1 біла тура | a8 білий кінь · c7 чорний пішак · f7 чорний пішак · a6 білий пішак · c6 чорний король · f6 білий пішак · g6 чорний пішак · a5 чорний пішак · c5 білий пішак · e5 білий король · g5 білий пішак · a4 білий пішак · c4 біла тура · c3 білий пішак · h3 білий слон · g1 біла тура | a8 білий кінь · c7 чорний пішак · f7 чорний пішак · a6 білий пішак · c6 чорний король · f6 білий пішак · g6 чорний пішак · a5 чорний пішак · c5 білий пішак · e5 білий король · g5 білий пішак · a4 білий пішак · c4 біла тура · c3 білий пішак · h3 білий слон · g1 біла тура | a8 білий кінь · c7 чорний пішак · f7 чорний пішак · a6 білий пішак · c6 чорний король · f6 білий пішак · g6 чорний пішак · a5 чорний пішак · c5 білий пішак · e5 білий король · g5 білий пішак · a4 білий пішак · c4 біла тура · c3 білий пішак · h3 білий слон · g1 біла тура | a8 білий кінь · c7 чорний пішак · f7 чорний пішак · a6 білий пішак · c6 чорний король · f6 білий пішак · g6 чорний пішак · a5 чорний пішак · c5 білий пішак · e5 білий король · g5 білий пішак · a4 білий пішак · c4 біла тура · c3 білий пішак · h3 білий слон · g1 біла тура | a8 білий кінь · c7 чорний пішак · f7 чорний пішак · a6 білий пішак · c6 чорний король · f6 білий пішак · g6 чорний пішак · a5 чорний пішак · c5 білий пішак · e5 білий король · g5 білий пішак · a4 білий пішак · c4 біла тура · c3 білий пішак · h3 білий слон · g1 біла тура | 7 |
| 6 | a8 білий кінь · c7 чорний пішак · f7 чорний пішак · a6 білий пішак · c6 чорний король · f6 білий пішак · g6 чорний пішак · a5 чорний пішак · c5 білий пішак · e5 білий король · g5 білий пішак · a4 білий пішак · c4 біла тура · c3 білий пішак · h3 білий слон · g1 біла тура | a8 білий кінь · c7 чорний пішак · f7 чорний пішак · a6 білий пішак · c6 чорний король · f6 білий пішак · g6 чорний пішак · a5 чорний пішак · c5 білий пішак · e5 білий король · g5 білий пішак · a4 білий пішак · c4 біла тура · c3 білий пішак · h3 білий слон · g1 біла тура | a8 білий кінь · c7 чорний пішак · f7 чорний пішак · a6 білий пішак · c6 чорний король · f6 білий пішак · g6 чорний пішак · a5 чорний пішак · c5 білий пішак · e5 білий король · g5 білий пішак · a4 білий пішак · c4 біла тура · c3 білий пішак · h3 білий слон · g1 біла тура | a8 білий кінь · c7 чорний пішак · f7 чорний пішак · a6 білий пішак · c6 чорний король · f6 білий пішак · g6 чорний пішак · a5 чорний пішак · c5 білий пішак · e5 білий король · g5 білий пішак · a4 білий пішак · c4 біла тура · c3 білий пішак · h3 білий слон · g1 біла тура | a8 білий кінь · c7 чорний пішак · f7 чорний пішак · a6 білий пішак · c6 чорний король · f6 білий пішак · g6 чорний пішак · a5 чорний пішак · c5 білий пішак · e5 білий король · g5 білий пішак · a4 білий пішак · c4 біла тура · c3 білий пішак · h3 білий слон · g1 біла тура | a8 білий кінь · c7 чорний пішак · f7 чорний пішак · a6 білий пішак · c6 чорний король · f6 білий пішак · g6 чорний пішак · a5 чорний пішак · c5 білий пішак · e5 білий король · g5 білий пішак · a4 білий пішак · c4 біла тура · c3 білий пішак · h3 білий слон · g1 біла тура | a8 білий кінь · c7 чорний пішак · f7 чорний пішак · a6 білий пішак · c6 чорний король · f6 білий пішак · g6 чорний пішак · a5 чорний пішак · c5 білий пішак · e5 білий король · g5 білий пішак · a4 білий пішак · c4 біла тура · c3 білий пішак · h3 білий слон · g1 біла тура | a8 білий кінь · c7 чорний пішак · f7 чорний пішак · a6 білий пішак · c6 чорний король · f6 білий пішак · g6 чорний пішак · a5 чорний пішак · c5 білий пішак · e5 білий король · g5 білий пішак · a4 білий пішак · c4 біла тура · c3 білий пішак · h3 білий слон · g1 біла тура | 6 |
| 5 | a8 білий кінь · c7 чорний пішак · f7 чорний пішак · a6 білий пішак · c6 чорний король · f6 білий пішак · g6 чорний пішак · a5 чорний пішак · c5 білий пішак · e5 білий король · g5 білий пішак · a4 білий пішак · c4 біла тура · c3 білий пішак · h3 білий слон · g1 біла тура | a8 білий кінь · c7 чорний пішак · f7 чорний пішак · a6 білий пішак · c6 чорний король · f6 білий пішак · g6 чорний пішак · a5 чорний пішак · c5 білий пішак · e5 білий король · g5 білий пішак · a4 білий пішак · c4 біла тура · c3 білий пішак · h3 білий слон · g1 біла тура | a8 білий кінь · c7 чорний пішак · f7 чорний пішак · a6 білий пішак · c6 чорний король · f6 білий пішак · g6 чорний пішак · a5 чорний пішак · c5 білий пішак · e5 білий король · g5 білий пішак · a4 білий пішак · c4 біла тура · c3 білий пішак · h3 білий слон · g1 біла тура | a8 білий кінь · c7 чорний пішак · f7 чорний пішак · a6 білий пішак · c6 чорний король · f6 білий пішак · g6 чорний пішак · a5 чорний пішак · c5 білий пішак · e5 білий король · g5 білий пішак · a4 білий пішак · c4 біла тура · c3 білий пішак · h3 білий слон · g1 біла тура | a8 білий кінь · c7 чорний пішак · f7 чорний пішак · a6 білий пішак · c6 чорний король · f6 білий пішак · g6 чорний пішак · a5 чорний пішак · c5 білий пішак · e5 білий король · g5 білий пішак · a4 білий пішак · c4 біла тура · c3 білий пішак · h3 білий слон · g1 біла тура | a8 білий кінь · c7 чорний пішак · f7 чорний пішак · a6 білий пішак · c6 чорний король · f6 білий пішак · g6 чорний пішак · a5 чорний пішак · c5 білий пішак · e5 білий король · g5 білий пішак · a4 білий пішак · c4 біла тура · c3 білий пішак · h3 білий слон · g1 біла тура | a8 білий кінь · c7 чорний пішак · f7 чорний пішак · a6 білий пішак · c6 чорний король · f6 білий пішак · g6 чорний пішак · a5 чорний пішак · c5 білий пішак · e5 білий король · g5 білий пішак · a4 білий пішак · c4 біла тура · c3 білий пішак · h3 білий слон · g1 біла тура | a8 білий кінь · c7 чорний пішак · f7 чорний пішак · a6 білий пішак · c6 чорний король · f6 білий пішак · g6 чорний пішак · a5 чорний пішак · c5 білий пішак · e5 білий король · g5 білий пішак · a4 білий пішак · c4 біла тура · c3 білий пішак · h3 білий слон · g1 біла тура | 5 |
| 4 | a8 білий кінь · c7 чорний пішак · f7 чорний пішак · a6 білий пішак · c6 чорний король · f6 білий пішак · g6 чорний пішак · a5 чорний пішак · c5 білий пішак · e5 білий король · g5 білий пішак · a4 білий пішак · c4 біла тура · c3 білий пішак · h3 білий слон · g1 біла тура | a8 білий кінь · c7 чорний пішак · f7 чорний пішак · a6 білий пішак · c6 чорний король · f6 білий пішак · g6 чорний пішак · a5 чорний пішак · c5 білий пішак · e5 білий король · g5 білий пішак · a4 білий пішак · c4 біла тура · c3 білий пішак · h3 білий слон · g1 біла тура | a8 білий кінь · c7 чорний пішак · f7 чорний пішак · a6 білий пішак · c6 чорний король · f6 білий пішак · g6 чорний пішак · a5 чорний пішак · c5 білий пішак · e5 білий король · g5 білий пішак · a4 білий пішак · c4 біла тура · c3 білий пішак · h3 білий слон · g1 біла тура | a8 білий кінь · c7 чорний пішак · f7 чорний пішак · a6 білий пішак · c6 чорний король · f6 білий пішак · g6 чорний пішак · a5 чорний пішак · c5 білий пішак · e5 білий король · g5 білий пішак · a4 білий пішак · c4 біла тура · c3 білий пішак · h3 білий слон · g1 біла тура | a8 білий кінь · c7 чорний пішак · f7 чорний пішак · a6 білий пішак · c6 чорний король · f6 білий пішак · g6 чорний пішак · a5 чорний пішак · c5 білий пішак · e5 білий король · g5 білий пішак · a4 білий пішак · c4 біла тура · c3 білий пішак · h3 білий слон · g1 біла тура | a8 білий кінь · c7 чорний пішак · f7 чорний пішак · a6 білий пішак · c6 чорний король · f6 білий пішак · g6 чорний пішак · a5 чорний пішак · c5 білий пішак · e5 білий король · g5 білий пішак · a4 білий пішак · c4 біла тура · c3 білий пішак · h3 білий слон · g1 біла тура | a8 білий кінь · c7 чорний пішак · f7 чорний пішак · a6 білий пішак · c6 чорний король · f6 білий пішак · g6 чорний пішак · a5 чорний пішак · c5 білий пішак · e5 білий король · g5 білий пішак · a4 білий пішак · c4 біла тура · c3 білий пішак · h3 білий слон · g1 біла тура | a8 білий кінь · c7 чорний пішак · f7 чорний пішак · a6 білий пішак · c6 чорний король · f6 білий пішак · g6 чорний пішак · a5 чорний пішак · c5 білий пішак · e5 білий король · g5 білий пішак · a4 білий пішак · c4 біла тура · c3 білий пішак · h3 білий слон · g1 біла тура | 4 |
| 3 | a8 білий кінь · c7 чорний пішак · f7 чорний пішак · a6 білий пішак · c6 чорний король · f6 білий пішак · g6 чорний пішак · a5 чорний пішак · c5 білий пішак · e5 білий король · g5 білий пішак · a4 білий пішак · c4 біла тура · c3 білий пішак · h3 білий слон · g1 біла тура | a8 білий кінь · c7 чорний пішак · f7 чорний пішак · a6 білий пішак · c6 чорний король · f6 білий пішак · g6 чорний пішак · a5 чорний пішак · c5 білий пішак · e5 білий король · g5 білий пішак · a4 білий пішак · c4 біла тура · c3 білий пішак · h3 білий слон · g1 біла тура | a8 білий кінь · c7 чорний пішак · f7 чорний пішак · a6 білий пішак · c6 чорний король · f6 білий пішак · g6 чорний пішак · a5 чорний пішак · c5 білий пішак · e5 білий король · g5 білий пішак · a4 білий пішак · c4 біла тура · c3 білий пішак · h3 білий слон · g1 біла тура | a8 білий кінь · c7 чорний пішак · f7 чорний пішак · a6 білий пішак · c6 чорний король · f6 білий пішак · g6 чорний пішак · a5 чорний пішак · c5 білий пішак · e5 білий король · g5 білий пішак · a4 білий пішак · c4 біла тура · c3 білий пішак · h3 білий слон · g1 біла тура | a8 білий кінь · c7 чорний пішак · f7 чорний пішак · a6 білий пішак · c6 чорний король · f6 білий пішак · g6 чорний пішак · a5 чорний пішак · c5 білий пішак · e5 білий король · g5 білий пішак · a4 білий пішак · c4 біла тура · c3 білий пішак · h3 білий слон · g1 біла тура | a8 білий кінь · c7 чорний пішак · f7 чорний пішак · a6 білий пішак · c6 чорний король · f6 білий пішак · g6 чорний пішак · a5 чорний пішак · c5 білий пішак · e5 білий король · g5 білий пішак · a4 білий пішак · c4 біла тура · c3 білий пішак · h3 білий слон · g1 біла тура | a8 білий кінь · c7 чорний пішак · f7 чорний пішак · a6 білий пішак · c6 чорний король · f6 білий пішак · g6 чорний пішак · a5 чорний пішак · c5 білий пішак · e5 білий король · g5 білий пішак · a4 білий пішак · c4 біла тура · c3 білий пішак · h3 білий слон · g1 біла тура | a8 білий кінь · c7 чорний пішак · f7 чорний пішак · a6 білий пішак · c6 чорний король · f6 білий пішак · g6 чорний пішак · a5 чорний пішак · c5 білий пішак · e5 білий король · g5 білий пішак · a4 білий пішак · c4 біла тура · c3 білий пішак · h3 білий слон · g1 біла тура | 3 |
| 2 | a8 білий кінь · c7 чорний пішак · f7 чорний пішак · a6 білий пішак · c6 чорний король · f6 білий пішак · g6 чорний пішак · a5 чорний пішак · c5 білий пішак · e5 білий король · g5 білий пішак · a4 білий пішак · c4 біла тура · c3 білий пішак · h3 білий слон · g1 біла тура | a8 білий кінь · c7 чорний пішак · f7 чорний пішак · a6 білий пішак · c6 чорний король · f6 білий пішак · g6 чорний пішак · a5 чорний пішак · c5 білий пішак · e5 білий король · g5 білий пішак · a4 білий пішак · c4 біла тура · c3 білий пішак · h3 білий слон · g1 біла тура | a8 білий кінь · c7 чорний пішак · f7 чорний пішак · a6 білий пішак · c6 чорний король · f6 білий пішак · g6 чорний пішак · a5 чорний пішак · c5 білий пішак · e5 білий король · g5 білий пішак · a4 білий пішак · c4 біла тура · c3 білий пішак · h3 білий слон · g1 біла тура | a8 білий кінь · c7 чорний пішак · f7 чорний пішак · a6 білий пішак · c6 чорний король · f6 білий пішак · g6 чорний пішак · a5 чорний пішак · c5 білий пішак · e5 білий король · g5 білий пішак · a4 білий пішак · c4 біла тура · c3 білий пішак · h3 білий слон · g1 біла тура | a8 білий кінь · c7 чорний пішак · f7 чорний пішак · a6 білий пішак · c6 чорний король · f6 білий пішак · g6 чорний пішак · a5 чорний пішак · c5 білий пішак · e5 білий король · g5 білий пішак · a4 білий пішак · c4 біла тура · c3 білий пішак · h3 білий слон · g1 біла тура | a8 білий кінь · c7 чорний пішак · f7 чорний пішак · a6 білий пішак · c6 чорний король · f6 білий пішак · g6 чорний пішак · a5 чорний пішак · c5 білий пішак · e5 білий король · g5 білий пішак · a4 білий пішак · c4 біла тура · c3 білий пішак · h3 білий слон · g1 біла тура | a8 білий кінь · c7 чорний пішак · f7 чорний пішак · a6 білий пішак · c6 чорний король · f6 білий пішак · g6 чорний пішак · a5 чорний пішак · c5 білий пішак · e5 білий король · g5 білий пішак · a4 білий пішак · c4 біла тура · c3 білий пішак · h3 білий слон · g1 біла тура | a8 білий кінь · c7 чорний пішак · f7 чорний пішак · a6 білий пішак · c6 чорний король · f6 білий пішак · g6 чорний пішак · a5 чорний пішак · c5 білий пішак · e5 білий король · g5 білий пішак · a4 білий пішак · c4 біла тура · c3 білий пішак · h3 білий слон · g1 біла тура | 2 |
| 1 | a8 білий кінь · c7 чорний пішак · f7 чорний пішак · a6 білий пішак · c6 чорний король · f6 білий пішак · g6 чорний пішак · a5 чорний пішак · c5 білий пішак · e5 білий король · g5 білий пішак · a4 білий пішак · c4 біла тура · c3 білий пішак · h3 білий слон · g1 біла тура | a8 білий кінь · c7 чорний пішак · f7 чорний пішак · a6 білий пішак · c6 чорний король · f6 білий пішак · g6 чорний пішак · a5 чорний пішак · c5 білий пішак · e5 білий король · g5 білий пішак · a4 білий пішак · c4 біла тура · c3 білий пішак · h3 білий слон · g1 біла тура | a8 білий кінь · c7 чорний пішак · f7 чорний пішак · a6 білий пішак · c6 чорний король · f6 білий пішак · g6 чорний пішак · a5 чорний пішак · c5 білий пішак · e5 білий король · g5 білий пішак · a4 білий пішак · c4 біла тура · c3 білий пішак · h3 білий слон · g1 біла тура | a8 білий кінь · c7 чорний пішак · f7 чорний пішак · a6 білий пішак · c6 чорний король · f6 білий пішак · g6 чорний пішак · a5 чорний пішак · c5 білий пішак · e5 білий король · g5 білий пішак · a4 білий пішак · c4 біла тура · c3 білий пішак · h3 білий слон · g1 біла тура | a8 білий кінь · c7 чорний пішак · f7 чорний пішак · a6 білий пішак · c6 чорний король · f6 білий пішак · g6 чорний пішак · a5 чорний пішак · c5 білий пішак · e5 білий король · g5 білий пішак · a4 білий пішак · c4 біла тура · c3 білий пішак · h3 білий слон · g1 біла тура | a8 білий кінь · c7 чорний пішак · f7 чорний пішак · a6 білий пішак · c6 чорний король · f6 білий пішак · g6 чорний пішак · a5 чорний пішак · c5 білий пішак · e5 білий король · g5 білий пішак · a4 білий пішак · c4 біла тура · c3 білий пішак · h3 білий слон · g1 біла тура | a8 білий кінь · c7 чорний пішак · f7 чорний пішак · a6 білий пішак · c6 чорний король · f6 білий пішак · g6 чорний пішак · a5 чорний пішак · c5 білий пішак · e5 білий король · g5 білий пішак · a4 білий пішак · c4 біла тура · c3 білий пішак · h3 білий слон · g1 біла тура | a8 білий кінь · c7 чорний пішак · f7 чорний пішак · a6 білий пішак · c6 чорний король · f6 білий пішак · g6 чорний пішак · a5 чорний пішак · c5 білий пішак · e5 білий король · g5 білий пішак · a4 білий пішак · c4 біла тура · c3 білий пішак · h3 білий слон · g1 біла тура | 1 |
|   | a | b | c | d | e | f | g | h |   |

FEN: N7/2p2p2/P1k2Pp1/p1P1K1P1/P1R5/2P4B/8/6R1
1. Rc~? Kc5 2. Rgg4 Kc6 3. Rc4 Kd7!
1. Rh4! Kc5 2. Rgg4 Kc6 3. Rc4#